# Дамата с камелиите
„Дамата с камелиите“ (на френски: La Dame aux camélias) е роман на Александър Дюма-син, публикуван за първи път през 1848 г. Дюма-син става известен с това свое произведение. След три години изчакване на цензурата сценичната адаптация на романа в едноименната пиеса се играе за първи път през 1852 г. и жъне изключителен успех. Интересът към нея продължава, включително и поради това че един от шедьоврите на Верди – операта „Травиата“, е вдъхновен от сюжета на пиесата. „Дамата с камелиите“ е триумф на драматургията.

## Тема и сюжет
В основата на сюжета – история, изстрадана от самия автор, е съдбата във висшето общество на главната героиня – куртизанката Маргьорит Готие, чийто прототип е Мари Дюплеси. Авторът представя един романтичен образ на девойката, която е едва двайсет и няколко годишна. Описва я като „статуетка от порцелан".
Дюма решава да покаже другото лице на живота ѝ – самотната, но ухажвана жена, която превръща куртизанството в доходоносна професия. Благодарение на възрастен благодетел с благородническа титла и годишна издръжка, излизаща на над 100 хиляди франка, героинята на Дюма тъне в лукс.
Срещата ѝ с младия буржоа Арман Дювал, който се влюбва в нея, преобръща целия и свят. Впоследствие тя също се влюбва в своя нов обожател и това я кара да прекрати стария си начин на живот, който Арман отказва да приеме. Двамата напускат големия град, за да може спокойствието и природата да помогнат на болната от туберкулоза Маргьотрит да се възстанови.
Идиличният им живот в провинцията е нарушен от бащата на Арман, който е против незаконната им връзка и се страхува, че скандалът, породен от нея, ще намали шансовете на дъщеря му (сестрата на Арман) за брак. Той убеждава Маргьорит да напусне сина му и това довежда до раздялата на двамата млади влюбени. До смъртта на болната от туберкулоза Маргьорит Арман вярва, че тя го е напуснала заради друг мъж. Смъртта на Маргьорит е описана като безкрайна агония, прекарана в самота.
Романът пресъздава пламенен романс на двама влюбени, обречени на гибел от лицемерието и материалността на висшето френско общество.

## Предистория на романа
Александър Дюма-син среща Мари Дюплеси (прототипа на Маргьорит Готие) през 1844 г. в операта. По това време тя вече е много известна. „Тя беше висока, много слаба, с черна коса и бяло-розово лице. Имаше малка глава, продълговати лъскави очи на японка, статуетка от саксонски порцелан, украсена с много камелии...“, написал той в дневника си същата вечер. Направил всичко възможно да се запознае с нея, а после и да я накара да се откаже от начина си на живот. Дори помолил баща си да съдейства за кариерата ѝ на актриса. След като не успял да я промени, той се разделил с Мари, но не можал да я забрави. Известно време след това едва на 23 години тя починала от туберкулоза, а Дюма създал „Дамата с камелиите“.
Писателят описал живота на любимата си жена такъв, какъвто го е видял. За да бъде честен към нея, той искал да опише тежката ѝ съдба. Едва 15-годишна Мари Дюплеси била продадена от баща си на пътуващи цигани. Те я преотстъпили срещу голяма сума на парижка сводница. Херцог дьо Гиз станал неин любовник и шлифовал характера и маниерите ѝ. Това я превърнало в най-популярната метреса в Париж. Когато починала обаче, тя била погребана заедно със скитниците, а имуществото ѝ – разпродадено.
След излизането на романа „Дамата с камелиите“ историята ѝ станала отново изключително популярна, а камелиите се превърнали в най-модните цветя през ХIХ век.

## Сценични адаптации

### Кино
В допълнение към вдъхновяващата „Травиата“ по „Дамата с камелиите“ са създадени двадесет различни филма в много страни. Ролята на Маргьотит Готие е изиграна от Грета Гарбо, Сара Бернар, Мария Феликс, Теда Бара, Ала Назимова, Изабел Юпер и други.
Грета Гарбо е най-известната актриса, влязла в ролята на Маргьорит. Филмът излиза по екраните през 1936 г. и за кратко става един от най-гледаните по това време. Екранизацията на романа на Александър Дюма-син е сред последните звездни моменти в кариерата на Гарбо. Нейната тайнствена слава и външност на порцеланова статуетка пасвала идеално за образа от „Дамата с камелиите“.

### Театър
Многобройни пиеси по „Дамата с камелиите“ са изиграни в театри по целия свят. Трагичният образ на Маргьорит Готие се превръща в един от най-желаните сред актрисите. Изигран е от Лилиан Гиш, Вивиан Лий, Сара Бернар, Изабел Аджани, Талула Банкхед и други.
Романът вдъхновява и мюзикъла „Маргьорит“ от 2008 г.

### Балет
- „Дамата с камелиите“ – балет от Джон Ноймайер по музика на Фредерик Шопен, създаден за Марсия Хайде, тогава примабалерина на балета Щутгарт.
- „Маргьорит и Арман“ – адаптация, създадена през 1963 г. от известния хореограф Сър Фредерик Аштън специално за Рудолф Нуреев и примабалерината Марго Фонтейн.

## Цитати
„Трябва да сме сторили голямо зло, преди да сме се родили или пък ще се радваме на голямо щастие след смъртта си, за да позволява Господ този живот да бъде изпълнен с всички изтезания на изкуплението и всички мъки на изпитанието.“
„Винаги е трудно да утешиш болка, която не познаваш.“
„Вие съжалявате слепеца, който никога не е видял слънчевите лъчи, глухия, който никога не е чувал звуците на природата, немия, който никога не е могъл да даде гласност на своята душа, а под фалшивия предлог за добродетелност не искате да съжалите слепотата на сърцето, глухотата на душата, немотата на съвестта, които замъгляват разума на нещастницата и въпреки волята ѝ я правят неспособна да различи доброто, да чуе Господа и да заговори на чистия език на любовта и вярата.“
„Животът, скъпи, е прекрасен, зависи през какво стъкло се гледа.“
„Забелязваме колко кратък е животът само по бързината на чувствата!“